# Saint Cloud
Saint Cloud — пятый студийный альбом американской инди-рок-группы группы Кэти Кратчфилд Waxahatchee, изданный 27 марта 2020 года на лейбле Merge Records.
Альбом получил положительные отзывы музыкальной критики и интернет-изданий и был включён в несколько итоговых списков лучших альбомов года.

## История
Фронтвумен Waxahatchee Кэти Кратчфилд описала основные темы альбома как «зависимость и созависимость». Большая часть Saint Cloud была вдохновлена её борьбой с алкоголизмом, которая вышла на первый план во время промо-тура альбома Waxahatchee Out in the Storm (2017), и последующим решением стать трезвенницей. Кратчфилд назвала альбом и его заглавную песню в честь родного города её отца — Сент-Клауда, Флорида, небольшого населённого пункта недалеко от Орландо.
Для записи альбома к Кэти Крачтфилд присоединились Билл Леннокс и Бобби Коломбо из Bonny Doon, Джош Кауфман из Bonny Light Horseman и Ник Кинси из Elvis Perkins in Dearland. Согласно прессе, посвящённой альбому, песни были написаны после решения автора песен стать трезвенником и во многом вдохновлены им. Обложка Saint Cloud подчёркивает этот подход фотографией Кратчфилда, сидящего в позе на крыше пикапе.

## Отзывы
| Совокупная оценка | Совокупная оценка |
| Источник          | Оценка            |
| ----------------- | ----------------- |
| AnyDecentMusic?   | 8.4/10            |
| Metacritic        | 88/100            |
| Оценки критиков   |                   |
| Источник          | Оценка            |
| AllMusic          | [ 4 ]             |
| And It Don't Stop | A−                |
| The Guardian      | [ 8 ]             |
| The Independent   | [ 9 ]             |
| NME               | [ 10 ]            |
| The Observer      | [ 11 ]            |
| Pitchfork         | 8.7/10            |
| Q                 | [ 13 ]            |
| Rolling Stone     | [ 14 ]            |
| Uncut             | 8/10              |

Альбом получил положительные отзывы музыкальной критики и интернет-изданий. На сайте Metacritic, который присваивает нормализованный рейтинг из 100 баллов рецензиям основных критиков, альбом получил средний балл 88 на основе профессиональных рецензий, что означает «общее одобрение и благоприятные отзывы».
Марси Донельсон из AllMusic отметила в рецензии, что Кэти Кратчфилд «вносит очередные коррективы в курс своего одноимённого домашнего проекта Waxahatchee, выпустив более тёплый и созерцательный Saint Cloud. Отбросив искажения в пользу более спокойного кантри-рока» и добавил: «альбом никогда не сходит с грунтовых дорог и прилегающих фруктовых садов и оказывается её самой беззаботной работой на сегодняшний день. И это несмотря на то, что лирика с упорным самоанализом удерживает Saint Cloud в области предыдущих релизов артистки, которая продолжает бороться с самоуспокоенностью».
Роберт Кристгау отрецензировал альбом в своей колонке «Гид потребителя», опубликованной в издательстве Substack в июле 2020 года. Отметив, что «песни о выздоровлении» в конце альбома повествуют о жизненном опыте, не доступном обычному слушателю, он похвалил игру Кратчфилд в начальной серии «песен о любви/отношениях/самопознании», где «её гитарные партии повторяют готовые композиции так приблизительно и незаметно, что они звучат заново, её мягкий голос так непринуждённо, личностно и умно».

### Итоговые списки
В январе 2025 года альбом включён в список лучших альбомов первой четверти XXI века (номер 143 в списке The 250 Greatest Albums of the 21st Century So Far).
| Публикация           | Список                                       | Ранг | Ссылка |
| -------------------- | -------------------------------------------- | ---- | ------ |
| Beats Per Minute     | Top 50 Albums of 2020                        | 36   | [ 17 ] |
| Consequence of Sound | Top 50 Albums of 2020                        | 6    | [ 18 ] |
| Double J             | Top 50 Albums of 2020                        | 6    | [ 19 ] |
| Exclaim!             | Top 50 Albums of 2020                        | 18   | [ 20 ] |
| Gigwise              | Top 51 Albums of 2020                        | 26   | [ 21 ] |
| The Line of Best Fit | Top 50 Albums of 2020                        | 12   | [ 22 ] |
| NPR                  | The 50 Best Albums of 2020                   | 47   | [ 23 ] |
| Paste                | The 50 Best Albums of 2020                   | 2    | [ 24 ] |
| Pitchfork            | The 50 Best Albums of 2020                   | 2    | [ 25 ] |
| PopMatters           | The 60 Best Albums of 2020                   | 9    | [ 26 ] |
| Rolling Stone        | The 50 Best Albums of 2020                   | 7    | [ 27 ] |
| The Skinny           | Top 10 Albums of 2020                        | 6    | [ 28 ] |
| Slant Magazine       | Top 50 Albums of 2020                        | 12   | [ 29 ] |
| Stereogum            | Stereoguḿs 50 Best Albums of 2020 — Mid-Year | 2    | [ 30 ] |
| Under the Radar      | Under the Radaŕs Top 100 Albums of 2020      | 6    | [ 31 ] |
| Uproxx               | The Best Albums and Songs of 2020            | 7    | [ 32 ] |
| The Wild Honey Pie   | Top 30 Albums of 2020                        | 2    | [ 33 ] |

## Список композиций
Слова и музыка всех песен — Кэти Кратчфилд и спродюсированы Брэдом Куком, кроме указанных.
| №                   | Название            | Длительность |
| ------------------- | ------------------- | ------------ |
| 1.                  | «Oxbow»             | 2:53         |
| 2.                  | «Can't Do Much»     | 3:44         |
| 3.                  | «Fire»              | 3:38         |
| 4.                  | «Lilacs»            | 3:15         |
| 5.                  | «The Eye»           | 4:18         |
| 6.                  | «Hell»              | 3:00         |
| 7.                  | «Witches»           | 2:48         |
| 8.                  | «War»               | 3:10         |
| 9.                  | «Arkadelphia»       | 4:50         |
| 10.                 | «Ruby Falls»        | 3:50         |
| 11.                 | «Saint Cloud»       | 4:40         |
| Общая длительность: | Общая длительность: | 40:06        |

| №                   | Название                        | Автор(ы)            | Продюсеры           | Длительность |
| ------------------- | ------------------------------- | ------------------- | ------------------- | ------------ |
| 12.                 | «Fruits of My Labor»            | Люсинда Уильямс     | Crutchfield Cook    | 5:05         |
| 13.                 | «Light of a Clear Blue Morning» | Долли Партон        | Crutchfield Cook    | 4:38         |
| 14.                 | «Streets of Philadelphia»       | Брюс Спрингстин     | Crutchfield Cook    | 4:09         |
| Общая длительность: | Общая длительность:             | Общая длительность: | Общая длительность: | 53:58        |

## Чарты
| Чарт (2020)                                  | Высшая позиция |
| -------------------------------------------- | -------------- |
| Шотландия (Scottish Albums Chart)            | 24             |
| Великобритания (UK Independent Albums Chart) | 7              |
| США (Billboard 200)                          | 140            |
| США (Billboard Folk Albums)                  | 2              |
| США (Billboard Independent Albums)           | 17             |
| США (Billboard Top Alternative Albums)       | 6              |
| США (Billboard Top Rock Albums)              | 19             |